# Ornavasso
Ornavasso es una localidad y comune italiana de la provincia de Verbano-Cusio-Ossola, región de Piamonte. Tiene una población estimada, a fines de 2020, de 3.377 habitantes.

## Evolución demográfica
| Gráfica de evolución demográfica de Ornavasso entre 1861 y 2011 |
|                                                                 |
| Fuente ISTAT - elaboración gráfica de Wikipedia                 |